# Erpetologia
L'erpetologia (dal greco "herpein" che significa "strisciare") è una branca della zoologia che studia i rettili e gli anfibi. Questa scienza si occupa di entrambi i gruppi zoologici, sebbene dal 1859 siano state ammesse due branche specialistiche per ciascuno di questi (erpetologia per i rettili e batracologia per gli anfibi), poiché si è smesso di considerare queste due classi come un unico taxon.

## Riviste europee
- Acta herpetologica[1], rivista pubblicata dalla Societas Herpetologica Italica a partire dal 2006 (in inglese con fattore di impatto);
- Alytes[2], pubblicata dal 1982 a cura della ISSCA, International Society for the Study and Conservation of Amphibians e legata al Museo nazionale di storia naturale di Francia;
- Amphibia-Reptilia[3], pubblicata a partire dal 1980 dalla Societas Europaea Herpetologica, con fattore di impatto;
- Basic and Applied Herpetology[4], nuova rivista pubblicata dalla Associación Herpetológica Espanola;
- Bulletin de la Société Herpétologique de France[5], pubblicata dal Société Herpetologique de France e legata al Museo nazionale di storia naturale di Francia, gli articoli sono spesso in francese;
- Herpetological Journal[6] (con la sua ex incarnazione British Journal of Herpetology, 1948-1985), pubblicato dalla British Herpetological Society con fattore di impatto;
- Herpetozoa[7], rivista della Österreichische Gesellschaft für Herpetologie (Associazione erpetologica austriaca) legata al Naturhistorisches Museum, nel 2010 ha ricevuto il fattore di impatto;
- Russian Journal of Herpetology[8], rivista in inglese pubblicata a partire dal 1993;
- Salamandra[9] con i suoi supplementi Elaphe e Mertensiella è pubblicata dalla DGHT Deutsche Gesellschaft für Herpetologie und Terrarienkunde dal 1964, gli ultimi volumi sono in inglese, quelli precedenti spesso in tedesco.